# LADY Q
LADY Q（レディーキュー）は、日本のレゲエシンガー。

## 略歴
1994年に埼玉・栃木・群馬などで活動開始。2005年12月に休業宣言を発表し、2006年12月に復帰。

## 作品

### CD
- 『ぐるぐるクロちゃん』（テレビアニメ『サイボーグクロちゃん』オープニングテーマ ） - 1999年11月25日 パブリック&ベーシック
- 『ダメダメのうた』（テレビアニメ『クレヨンしんちゃん』オープニングテーマ） - 2000年7月26日 キングレコード
- 『LADY Q』（メジャーデビューアルバム）- 2002年5月22日 カッティング・エッジ
- 『wave&stop』 - 2005年2月9日 プライエイド
- 『born a winner』 - 2005年6月29日　プライエイド
- 『BEST pull up & come again』- 2007年3月21日 ロックチッパーレコード

### 楽曲提供
テレビアニメ『へろへろくん』
- 『まわりひまわりへろへろくん』（主題歌 うた:水木一郎&アップルパイ） - 作詞作曲
- 『へろへろママのうた』（イメージソング うた:堀江美都子） - 作詞

テレビアニメ『サイボーグクロちゃん』
- 『ナナのラブソング』（キャラクターソング うた:綱掛裕美） - 作詞
- 『クロちゃん音頭』（キャラクターソング うた:坂本千夏） - 作詞